# Лейдл Паркс
Джереми Лейдл Мерф (англ. Jeremy Ladell Murph; род. 7 сентября 1990 в Новом Орлеане, шт. Луизиана, США), известный также как Лейдл Паркс, - американский актер и писатель.
Наибольшую известность ему принесли эпизодические роли в «10 причин моей ненависти», «Папе снова 17», «Не угасай» и в киноленте «Новый Человек-паук. Высокое напряжение».

## Биография
Мерф родился и воспитывался в Новом Орлеане, штат Луизиана, пока ему не исполнилось 7 лет. После этого он переехал в Миннесоту, где вырос и начал писать романы и музыку. Позже он перебрался в Лос-Анджелес, чтобы стать актером.

## Личная жизнь
Мерф часто рекламирует системные консольные игры Xbox One от Microsoft на своей странице в Instagram и на канале в YouTube.
Он также говорит, что является большим поклонником игр серии NBA 2K.

## Дискография
- Khaos Kontrol (2015)
- Jeremy Ladell Murph EP (2017)

Микстейпы
- Never Serious(2012)
- Deadline(2013)
- Assassination(2013)
- Rags 2 Trash Bags(2013)
- The ILLEST Murph(2014)
- Panda Gang(2016)

## Фильмография
| Год       | Русское Название                       | Оригинальное Название      | Роль            |
| --------- | -------------------------------------- | -------------------------- | --------------- |
| 2009      | Папе снова 17                          | 17 Again                   | Студент         |
| 2009-2010 | 10 причин моей ненависти               | 10 Things I Hate About You | Фил Харрис      |
| 2011-2012 | Момент с Ladell парки                  | A Moment With Ladell Parks | Сам             |
| 2012      | Никогда не исчезнет                    | Never Fade Away            | Джейсон Уильямс |
| 2014      | Новый Человек-паук. Высокое напряжение | The Amazing Spider-Man 2   | пешеход         |
| 2017      | ошибка Out                             | Bug Out                    | Фил             |